# (4310) Strömholm
(4310) Strömholm – planetoida z pasa głównego asteroid okrążająca Słońce w ciągu 3 lat i 65 dni w średniej odległości 2,16 j.a. Została odkryta 2 września 1978 roku w Obserwatorium La Silla przez Claesa-Ingvara Lagerkvista. Nazwa planetoidy pochodzi od Stiga Strömholma, profesora Uniwersytetu w Uppsali. Przed jej nadaniem planetoida nosiła oznaczenie tymczasowe (4310) 1978 RJ7.